# Liste der Stolpersteine in der Provinz Utrecht

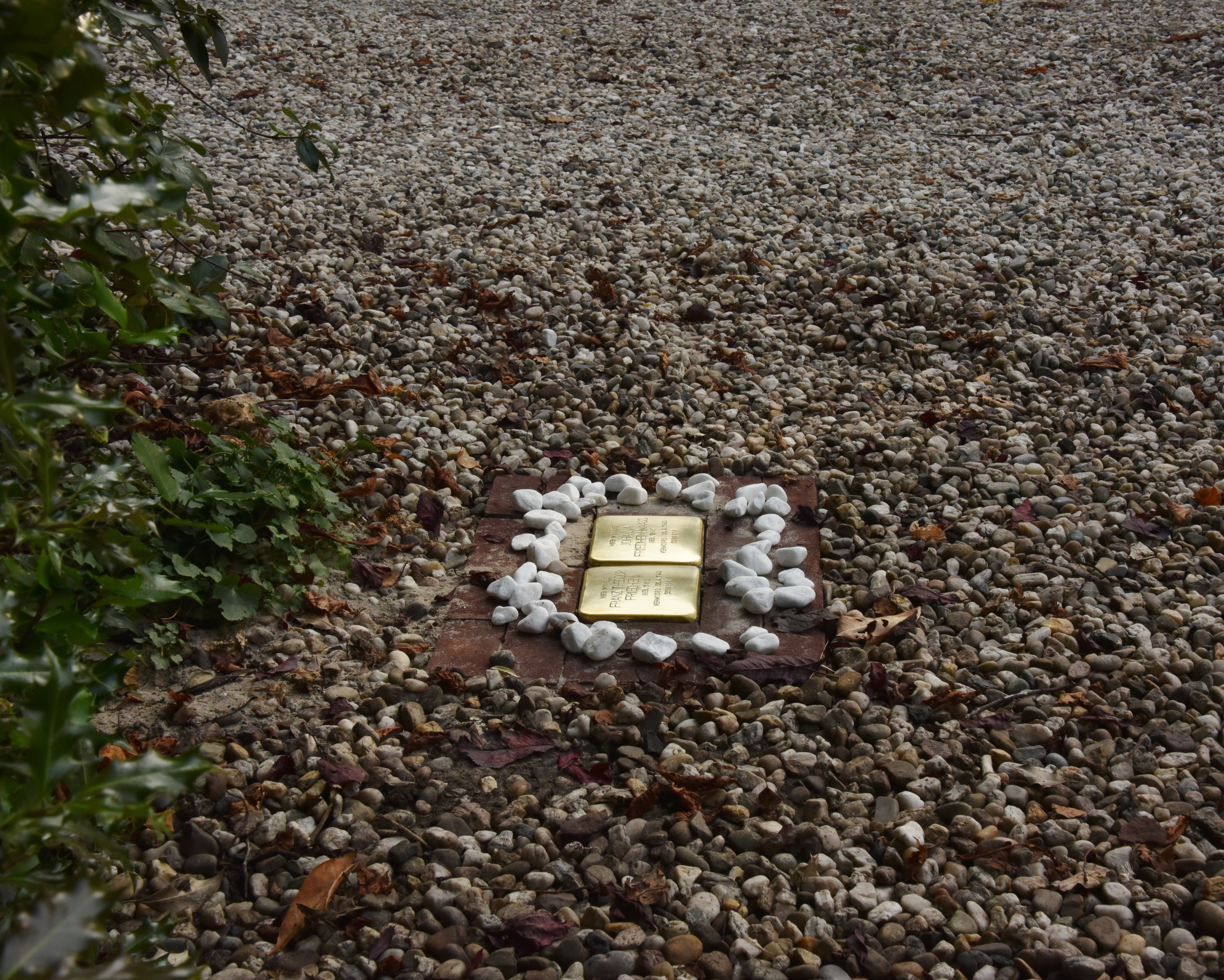
Stolpersteine in De Bilt

Die Liste der Stolpersteine in der Provinz Utrecht umfasst jene Stolpersteine, die vom deutschen Künstler Gunter Demnig in der Provinz Utrecht in den Niederlanden verlegt wurden. Stolpersteine sind Opfern des Nationalsozialismus gewidmet, all jenen, die vom NS-Regime drangsaliert, deportiert, ermordet, in die Emigration oder in den Suizid getrieben wurden. Demnig verlegt für jedes Opfer einen eigenen Stein, im Regelfall vor dem letzten selbst gewählten Wohnsitz.
Die ersten Verlegungen in der Provinz Utrecht fanden am 6. August 2010 in Soest statt, in der Stadt Utrecht bereits am 8. April 2010.

## Verlegte Stolpersteine

### De Bilt
In De Bilt wurden 32 Stolpersteine an siebzehn Adressen verlegt.
| Stolperstein | Übersetzung | Verlegeort                       | Name, Leben |
| ------------ | --- | -------------------------------- | --- |
|              | HIER WOHNTE ESTHER EMMA ARON-ZUCKERMANN GEB. 1863 ERMORDET 26.3.1943 SOBIBOR                                         | Overboslaan 50                   | Esther Emma Aron-Zuckermann (1863–1943) |
|              | HIER WOHNTE ELISABETH M. H. COHEN-WIJSENBEEK GEB. 1894 ERMORDET 27.8.1943 AUSCHWITZ                                  | Bilthoven, Hasebroeklaan 13      | Elisabeth Minette Henriette Cohen-Wijsenbeek, geborene Culemborg, wurde am 23. Juli 1894 geboren. Sie wurde am 27. August 1943 in Auschwitz ermordet. |
|              | HIER WOHNTE JOHANNA ROSETTE COHEN GEB. 1932 ERMORDET 27.8.1943 AUSCHWITZ                                             | Bilthoven, Hasebroeklaan 13      | Johanna Rosette Cohen wurde am 12. Mai 1932 in Amsterdam geboren. Sie wurde am 27. August 1943 in Auschwitz ermordet.                                 |
|              | HIER WOHNTE SIGFRIED MATTHIJS COHEN GEB. 1892 ERMORDET 27.8.1943 AUSCHWITZ                                           | Bilthoven, Hasebroeklaan 13      | Sigfried Matthijs Cohen wurde am 5. November 1892 in Arnhem geboren. Er wurde am 27. August 1943 in Auschwitz ermordet.                               |
|              | HIER WOHNTE EVELIJN ESTHER DANZIGER GEB. 1934 VERMOORD 5.10.1942 AUSCHWITZ                                           | Hessenweg 220                    | Evelijn Esther Danziger (1934–1942) |
|              | HIER WOHNTE HANS DANZIGER GEB. 1892 GEFLÜCHTET 1933 AUS DEUTSCHLAND ERMORDET 28.2.1943 SCHOPPINITZ                   | Hessenweg 220                    | Hans Danziger (1892–1943) |
|              | HIER WOHNTE HARRY MORDECHAI DANZIGER GEB. 1936 ERMORDET 5.10.1942 AUSCHWITZ                                          | Hessenweg 220                    | Harry Mordechai Danziger (1936–1942) |
|              | HIER WOHNTE HARRY MORDECHAI DANZIGER GEB. 1936 ERMORDET 5.10.1942 AUSCHWITZ                                          | Hessenweg 220                    | Harry Mordechai Danziger (1936–1942) |
|              | HIER WOHNTE ELSBETH DANZIGER- HERSCHKOWITSCH GEB. 1904 GEFLÜCHTET 1933 AUS DEUTSCHLAND ERMORDET 5.10.1942 AUSCHWITZ  | Hessenweg 220                    | Elsbeth Danziger-Herschkowitsch (1904–1942) |
|              | HIER WOHNTE JOHANNA FRIEDHEIM-MAASS GEB. 1891 ERMORDET 30.4.1943 SOBIBOR                                             | Hollandsche Rading, Spoorlaan 57 | Johanna Friedheim-Maass (1891–1943) |
|              | HIER WOHNTE FRANZ THEODOR FRIEDHEIM GEB. 1882 ERMORDET 30.4.1943 SOBIBOR                                             | Hollandsche Rading, Spoorlaan 57 | Franz Theodor Friedheim (1882–1943) |
|              | HIER WOHNTE FANNY GOUDSMIT- SPRITZER GEB. 1901 FLUCHT FRANKREICH DEPORTIERT AUS ANGERS ERMORDET 24.10.1942 AUSCHWITZ | Bilthoven, van Ostadelaan 6      | Fanny Goudsmit-Spritzer (1901–1942) |
|              | HIER WOHNTE VROUWTJE GOUDSMIT GEB. 1922 FLUCHT FRANKREICH DEPORTIERT AUS ANGERS ERMORDET 5.10.1942 AUSCHWITZ         | Bilthoven, van Ostadelaan 6      | Vrouwtje Goudsmit (1922–1942) |
|              | HIER WOHNTE SALOMON GOUDSMIT GEB. 1891 FLUCHT FRANKREICH DEPORTIERT AUS ANGERS ERMORDET 23.9.1942 AUSCHWITZ          | Bilthoven, van Ostadelaan 6      | Salomon Goudsmit (1891–1942) |
|              | HIER WOHNTE JUDIC ROSETTE HEEROMA-WATERMAN GEB. 1881 ERMORDET 21.5.1943 SOBIBOR                                      | Bilthoven, Paulus Potterlaan 7   | Judic Rosette Heeroma-Waterman (1881–1943) |
|              | HIER WOHNTE JOHANNA DE HES-DRUKKER GEB. 1880 ERMORDET 19.2.1943 AUSCHWITZ                                            | Blauwkapelseweg 25               | Johanna de Hes-Drukker wurde am 22. November 1880 in Amsterdam geboren. Sie wurde am 19. Februar 1943 in Auschwitz ermordet.                          |
|              | HIER WOHNTE HERMAN JAKOBS GEB. 1890 ERMORDET 2.4.1943 SOBIBOR                                                        | Torenstraat 12                   | Herman Jakobs (1890–1943) |
|              | HIER WOHNTE JANSJE OSSEDRIJVER GEB. 1891 ERMORDET 30.4.1943 SOBIBOR                                                  | Bilthoven, Julianalaan 141       | Jansje Ossedrijver (1891–1943) |
|              | HIER WOHNTE MARIANNA JEANNETTE REENS GEB. 1916 ERMORDET 31.7.1944 AUSCHWITZ                                          | Bilthoven, Julianalaan 242       | Marianna Jeannette Reens (1916–1944) |

Die Verlegungen in De Bilt fanden an folgenden Tagen statt.
- 1. September 2021: Blauwkapelseweg 25, Hasebroeklaan 13, Julianalaan 141 und 242, van Ostadelaan 6S, Overboslaan 50, Paulus Potterlaan 7, Spoorlaan 57, Torenstraat 12
- 26. November 2021: Hessenweg 220

### De Ronde Venen
In der Gemeinde De Ronde Venen wurden neun Stolpersteine an drei Adressen in Abcoude verlegt.
| Stolperstein | Übersetzung                                                                                                  | Verlegeort             | Name, Leben                 |
| ------------ | --- | ---------------------- | --------------------------- |
|              | HIER WOHNTE EPHRAÏM GOLDSMIT GEB. 1879 DEPORTIERT 1943 AUS WESTERBORK ERMORDET 26.3.1943 SOBIBOR             | Abcoude, Voordijk 52   | Ephraïm Goldsmit            |
|              | HIER WOHNTE NAATJE GOLDSMIT GEB. 1886 DEPORTIERT 1944 AUS WESTERBORK ERMORDET 28.9.1942 AUSCHWITZ            | Abcoude, Hoogstraat 30 | Naatje Goldsmit             |
|              | HIER WOHNTE REBECCA GOLDSMIT GEB. 1883 DEPORTIERT 1944 AUS WESTERBORK ERMORDET 28.9.1942 AUSCHWITZ           | Abcoude, Hoogstraat 30 | Rebecca Goldsmit            |
|              | HIER WOHNTE REBECCA GOLDSMIT- KLEERKOPER GEB. 1883 DEPORTIERT 1943 AUS WESTERBORK ERMORDET 26.3.1943 SOBIBOR | Abcoude, Voordijk 52   | Rebecca Goldsmit-Kleerkoper |
|              | HIER WOHNTE JULIE GUMPERT- METZGER GEB. 1876 DEPORTIERT 1943 AUS WESTERBORK ERMORDET 12.2.1943 AUSCHWITZ     | Abcoude, Hoogstraat 9  | Julie Gumpert-Metzger       |
|              | HIER WOHNTE ALFRED KATZ GEB. 1935 DEPORTIERT 1942 AUS WESTERBORK ERMORDET 23.8.1942 AUSCHWITZ                | Abcoude, Hoogstraat 9  | Alfred Katz                 |
|              | HIER WOHNTE ERNST KATZ GEB. 1900 DEPORTIERT 1942 AUS WESTERBORK ERMORDET 30.9.1942 AUSCHWITZ                 | Abcoude, Hoogstraat 9  | Ernst Katz                  |
|              | HIER WOHNTE JULIE KATZ GEB. 1936 DEPORTIERT 1942 AUS WESTERBORK ERMORDET 23.8.1942 AUSCHWITZ                 | Abcoude, Hoogstraat 9  | Julie Katz                  |
|              | HIER WOHNTE REGINA KATZ- GUMPERT GEB. 1909 DEPORTIERT 1942 AUS WESTERBORK ERMORDET 23.8.1942 AUSCHWITZ       | Abcoude, Hoogstraat 9  | Regina Katz-Gumpert         |

### Houten
In Houten wurde ein Stolperstein verlegt.
| Stolperstein | Übersetzung                                                                                   | Verlegeort   | Name, Leben             |
| ------------ | --------------------------------------------------------------------------------------------- | ------------ | ----------------------- |
|              | HIER WOHNTE LEVIE MOZES GEB. 1903 DEPORTIERT 1942 AUS WESTERBORK ERMORDET 28.2.1943 AUSCHWITZ | Korenmolen 7 | Levie Mozes (1903–1943) |

### Oudewater
In der Gemeinde Oudewater wurden drei Stolpersteine an einer Adresse verlegt.
| Stolperstein | Übersetzung                                                                              | Verlegeort           | Name, Leben          |
| ------------ | ---------------------------------------------------------------------------------------- | -------------------- | -------------------- |
|              | HIER WOHNTE SARA KLIJNKRAMER GEB. 1919 DEPORTIERT 1942 ERMORDET 26.10.1942 AUSCHWITZ     | Korte Havenstraat 10 | Saartje Klijnkramer  |
|              | HIER WOHNTE EMANUEL VOS GEB. 1868 DEPORTIERT 1942 ERMORDET 26.10.1942 AUSCHWITZ          | Korte Havenstraat 10 | Emanuel Vos          |
|              | HIER WOHNTE JEANNETTE VOS-WEIJEL GEB. 1878 DEPORTIERT 1942 ERMORDET 26.10.1942 AUSCHWITZ | Korte Havenstraat 10 | Jeannette Vos-Weijel |

Verlegt wurde vom Künstler selbst am 19. Februar 2015.

### Soest
In Soest finden sich zwei Stolpersteine an zwei Adressen.
| Stolperstein | Übersetzung | Verlegeort                   | Name, Leben           |
| ------------ | --- | ---------------------------- | --------------------- |
|              | HIER WOHNTE BENJAMIN BLANKENSTEIN GEB. 1914 VERSTECKTE EINE FAMILIE VERRATEN VERHAFTET 5.6.1944 DEPORTIERT 5.6.1944 SACHSENHAUSEN BERGEN-BELSEN ERMORDET 24.2.1945 | Soest, Van Straelenlaan 31   | Benjamin Blankenstein |
|              | HIER WOHNTE ABRAHAM MOSSEL GEB. 1891 DEPORTIERT 1942 AUS WESTERBORK ERMORDET 31.3.1944 SCHLESIEN POLEN                                                             | Soest, Prins Bernhardlaan 23 | Abraham Mossel        |

### Stichtse Vecht
In Maarssen in der Gemeinde Stichtse Vecht finden sich fünf Stolpersteine an zwei Adressen.
| Stolperstein | Übersetzung | Verlegeort                   | Name, Leben                    |
| ------------ | --- | ---------------------------- | ------------------------------ |
|              | HIER WOHNTE FRITZ BLAU GEB. 1910 ABGEHOLT 2.8.1942 DEPORTIERT 1942 AUS WESTERBORK ERMORDET 30.9.1942 AUSCHWITZ                    | Maarssen, Schippersgracht 13 | Fritz Blau                     |
|              | HIER WOHNTE MAGDALENA DORA LIESELOTTE BLAU GEB. 1939 ABGEHOLT 2.8.1942 DEPORTIERT 1942 AUS WESTERBORK ERMORDET 9.8.1942 AUSCHWITZ | Maarssen, Schippersgracht 13 | Magdalena Dora Lieselotte Blau |
|              | HIER WOHNTE MINA LISA BLAU-MUNTNER GEB. 1914 ABGEHOLT 2.8.1942 DEPORTIERT 1942 AUS WESTERBORK ERMORDET 9.8.1942 AUSCHWITZ         | Maarssen, Schippersgracht 13 | Mina Lisa Blau-Muntner         |
|              | HIER WOHNTE CLARA IJZERMAN-LAP GEB. 1889 ABGEHOLT 1.4.1943 DEPORTIERT 1932 AUS WESTERBORK ERMORDET 16.4.1943 SOBIBOR              | Maarssen, Langegracht 27     | Clara IJzerman-Lap             |
|              | HIER WOHNTE LUCAS IJZERMAN GEB. 1885 ABGEHOLT 1.4.1943 DEPORTIERT 1932 AUS WESTERBORK ERMORDET 16.4.1943 SOBIBOR                  | Maarssen, Langegracht 27     | Lucas IJzerman                 |

### Utrecht
Die Stolpersteine in der Stadt Utrecht werden in der Liste der Stolpersteine in Utrecht dargestellt.

### Vijfheerenlanden
Im Gemeindegebiet von Vijfheerenlanden liegen sechs Stolpersteine, zwei in Leerdam, zwei in Ameide und zwei in Vianen.
| Stolperstein | Übersetzung                                                                                               | Verlegeort                                                                      | Name, Leben              |
| ------------ | --- | ------------------------------------------------------------------------------- | ------------------------ |
|              | HIER WOHNTE REBECCA BLOK GEB. 1876 DEPORTIERT 1942 AUS WESTERBORK ERMORDET 27.11.1942 AUSCHWITZ           | Leerdam, Oranje Nassaulaan 16                                                   | Rebecca Blok             |
|              | HIER WOHNTE JANSJE BLOK- MEIJER GEB. 1881 DEPORTIERT 1942 AUS WESTERBORK ERMORDET 27.11.1942 AUSCHWITZ    | Leerdam, Jeekelstraat 29, Ecke Willem Dreeserf (vormals Dr. A. Kuyperstraat 19) | Jansje Blok-Meijer       |
|              | HIER WOHNTE ANNA MEIJER-WOLF GEB. 1869 DEPORTIERT 1943 AUS WESTERBORK ERMORDET 14.5.1943 SOBIBOR          | Ameide, Voorstraat 2                                                            | Anna Meijer-Wolf         |
|              | HIER WOHNTE JACOB MEIJER GEB. 1859 DEPORTIERT 1943 AUS WESTERBORK ERMORDET 14.5.1943 SOBIBOR              | Ameide, Voorstraat 2                                                            | Jacob Meijer             |
|              | HIER WOHNTE MOZES SALOMON GEB. 1877 DEPORTIERT 1943 AUS WESTERBORK ERMORDET 3.8.1943 AUSCHWITZ            | Vianen, Voorstraat 1                                                            | Mozes Salomon            |
|              | HIER WOHNTE ALBERDINA VAN ZWANENBURG GEB. 1888 DEPORTIERT 1943 AUS WESTERBORK ERMORDET 3.8.1943 AUSCHWITZ | Vianen, Voorstraat 1                                                            | Alberdina van Zwanenburg |

Verlegt wurde vom Künstler selbst an folgenden Tagen:
- 4. Juli 2013: Vianen
- 19. Februar 2015: Zederik
- 1. Mai 2018: Leerdam

### Woerden
In Woerden wurden sieben Stolpersteine an vier Adressen verlegt.
| Stolperstein | Übersetzung | Verlegeort          | Name, Leben                           |
| ------------ | --- | ------------------- | ------------------------------------- |
|              | HIER WOHNTE PAULINA BOLE GEB. 1892 VERHAFTET 12.8.1942 DEPORTIERT 1942 AUS WESTERBORK ERMORDET 7.5.1943 SOBIBOR             | Woerden, Singel 107 | Paulina Bolle (1892–1943)             |
|              | HIER WOHNTE ERICH ELKAN GEB. 1907 VERHAFTET 17.3.1943 AMSTERDAM DEPORTIERT AUS WESTERBORK ERMORDET 9.7.1943 SOBIBOR         | Julianastraat 3     | Erich Elkan (1907–1943)               |
|              | HIER WOHNTE FRIEDRICH LÖWENSTEIN GEB. 1888 VERHAFTET 3.6.1943 UTRECHT DEPORTIERT AUS WESTERBORK ERMORDET 23.7.1943 SOBIBOR  | Julianastraat 3     | Friedrich Löwenstein (1888–1943)      |
|              | HIER WOHNTE INGE LÖWENSTEIN GEB. 1930 UNTERGETAUCHT ÜBERLEBT                                                                | Julianastraat 3     | Helga Inge Löwenstein (1930-)         |
|              | HIER WOHNTE KÄTHE LÖWENSTEIN-PELS GEB. 1894 VERHAFTET 3.6.1943 UTRECHT DEPORTIERT AUS WESTERBORK ERMORDET 23.7.1943 SOBIBOR | Julianastraat 3     | Eva Käthe Löwenstein-Pels (1894–1943) |
|              | HIER WOHNTE HERTA OPPENHEIMER GEB. 1916 VERHAFTET UTRECHT DEPORTIERT 1943 AUS WESTERBORK ERMORDET 2.7.1943 SOBIBOR          | Emmakade 3          | Herta Oppenheimer (1916–1943)         |
|              | HIER WOHNTE FRITZ ROSENBAUM GEB. 1915 VERHAFTET 2.8.1942 DEPORTIERT AUS WESTERBORK ERMORDET 30.9.1942 AUSCHWITZ             | Wilhelminaweg 77    | Fritz Rosenbaum (1915–1942)           |

Verlegt wurde am 30. September 2021.

## Verlegedaten
- 6. August 2010: Soest
- 23. August 2012: De Ronde Venen
- 27. Februar 2013: Maarssen (Gemeinde Stichtse Vecht)
- 4. Juli 2013: Vijfheerenlanden (Vianen)
- 19. Februar 2015: Oudewater, Vijfheerenlanden (Zederik)
- 1. Mai 2018: Vijfheerenlanden (Leerdam)
- 30. September 2021: Woerden
- 12. Oktober 2021: Houten

Die für März 2020 geplanten Verlegungen in Houten, Utrecht und Woerden mussten COVID-19-bedingt verschoben werden.

## Typische Verlegesituationen

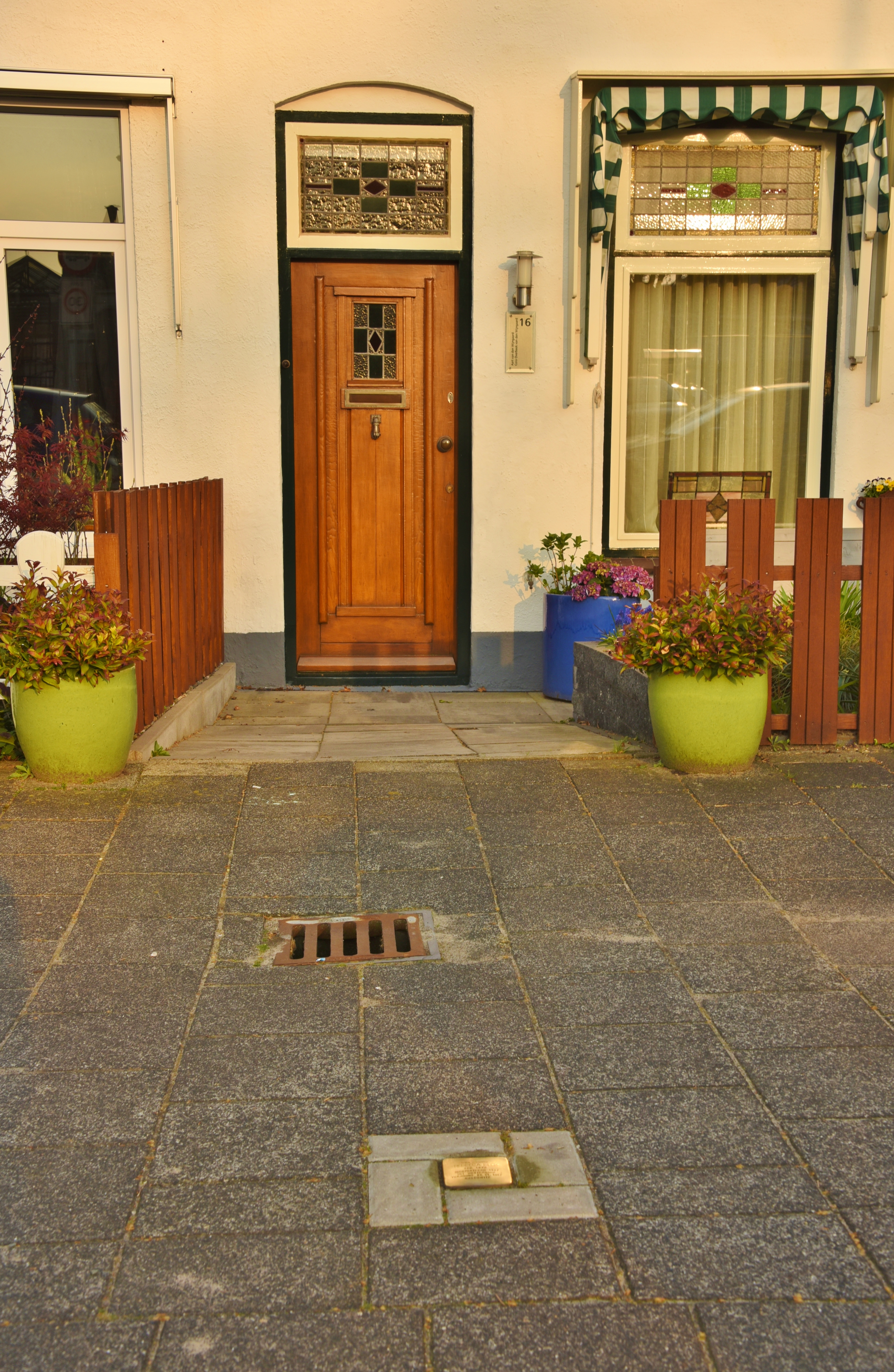
Leerdam Stolperstein für Rebecca Blok
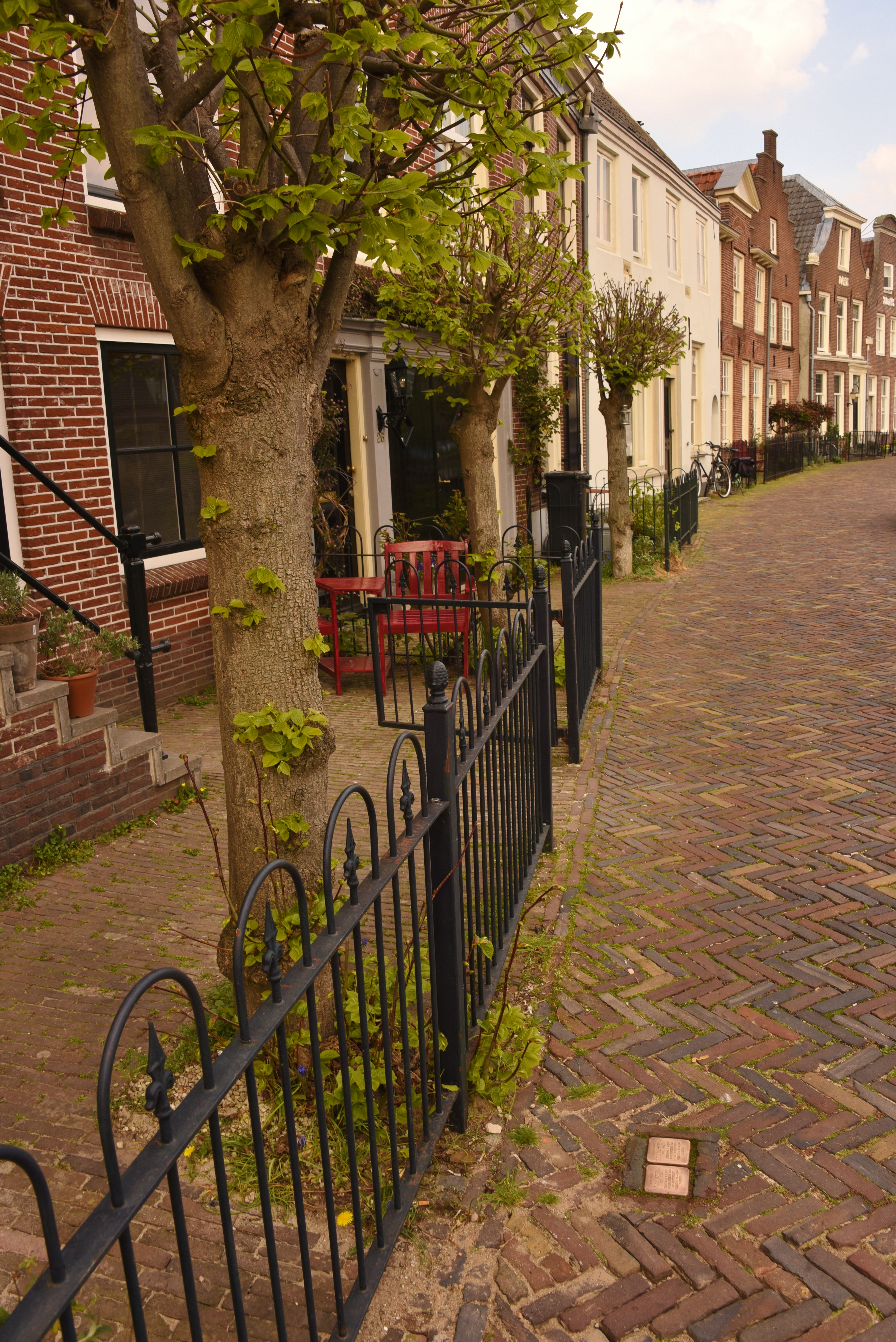
Maarssen Ehepaar IJzerman
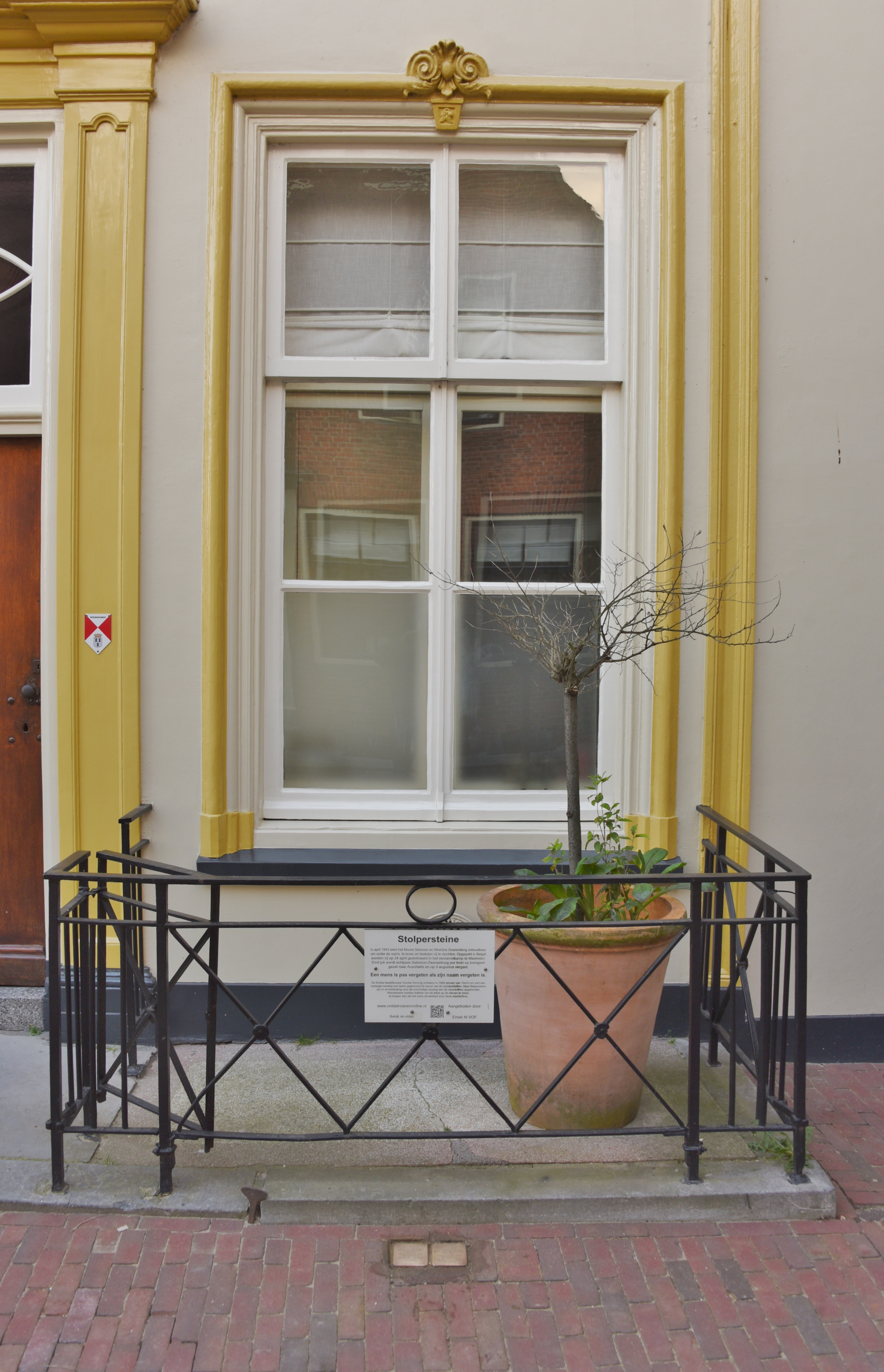
Vianen Mozes Salomon und Alberdina van Zwanenburg